# Alternanthera scandens
Alternanthera scandens là loài thực vật có hoa thuộc họ Dền. Loài này được Hallier f. mô tả khoa học đầu tiên năm 1922.